# Glorinha
Glorinha är en kommun i Brasilien.   Den ligger i delstaten Rio Grande do Sul, i den södra delen av landet, 1 600 km söder om huvudstaden Brasília. Antalet invånare är 6 885.
Omgivningarna runt Glorinha är en mosaik av jordbruksmark och naturlig växtlighet. Runt Glorinha är det glesbefolkat, med 19 invånare per kvadratkilometer.